# Telegatti 1991
La 8ª edizione del Gran Premio Internazionale dello Spettacolo si è tenuta a Milano, al Teatro Ventaglio Nazionale, il 7 maggio 1991. Conduttore della serata, per il secondo anno consecutivo, Corrado, affiancato da Raffaella Carrà.
Ospiti della serata da Hollywood gli attori Robert De Niro, che ha incontrato, commosso, il suo doppiatore italiano Ferruccio Amendola, e Robert Mitchum, per il Telegatto alla carriera.
Alla serata come ospite d’onore per la musica internazionale si presentarono Sting e Claudio Baglioni.
L'incasso della serata è stato devoluto all'Associazione Italiana Sclerosi Multipla.

## Vincitori
I premi sono assegnati alle trasmissioni andate in onda l'anno precedente alla cerimonia. Di seguito vengono elencate le varie categorie di premi, e i rispettivi vincitori dell'anno.

### Personaggio femminile dell'anno
- Raffaella Carrà
- Donatella Raffai
- Lorella Cuccarini

### Personaggio maschile dell'anno
- Corrado

### Personaggio rivelazione dell'anno
- Il Gabibbo

### Trasmissione dell'anno
- Paperissima, Italia 1

### Miglior film in TV
- Felipe ha gli occhi azzurri, Rai 1

### Miglior telefilm italiano
- Casa Vianello, Canale 5

### Miglior telefilm straniero
- I segreti di Twin Peaks, trasmesso su Canale 5
- Hunter, trasmesso su Rai 2
- L'ispettore Derrick, trasmesso su Rai 2

### Premio TV utile
- Chi l'ha visto?, Rai 3

### Miglior trasmissione di giochi TV
- Bellezze sulla neve,  Canale 5

### Miglior trasmissione di satira TV
- Striscia la notizia, Canale 5

### Miglior trasmissione di intrattenimento con ospiti
- Piacere Raiuno, Rai 1

### Miglior quiz TV
- Telemike, Canale 5

### Miglior trasmissione di varietà
- Crème Caramel, Rai 1

### Miglior trasmissione di scienza e cultura
- La macchina meravigliosa, Rai 1

### Miglior soap opera
- Beautiful, trasmesso su Rai 2

### Miglior telenovela
- La donna del mistero, trasmesso su Rete 4

### Miglior spettacolo musicale
- 41º Festival di Sanremo, Rai 1

### Miglior trasmissione sportiva
- 90º minuto, Rai 1

### Miglior trasmissione per ragazzi
- Sabato al circo, Canale 5

### Miglior spot
- Volkswagen Golf

### Telegatto alla carriera
- A Robert Mitchum

### Premi speciali
- A Robert De Niro, per il cinema in TV
- Alla trasmissione 10 comandamenti all'italiana di Rai 1, per i servizi giornalistici

### Lettore di TV Sorrisi e Canzoni
- Alla signora Roberta Benedetti

## Statistiche emittente/vittorie
- Rai 1   7 premi
- Rai 2   1 premio
- Rai 3    1 premio

Totale Rai: 9 Telegatti
- Canale 5   7 premi
- Italia 1      1 premio
- Rete 4     1 premio

Totale Fininvest: 9 Telegatti